# Orestīs Karnezīs
Orestīs Karnezīs (in greco: Ορέστης Καρνέζης; Atene, 11 luglio 1985) è un ex calciatore greco, di ruolo portiere.

## Carriera

### Club

#### OFI e Panathinaikos
Dopo essere cresciuto nelle giovanili dell'OFI Creta, passa al 2007 al Panathīnaïkos. Gioca poche partite fino alla stagione 2011-2012, dove diventa il portiere titolare in seguito alla partenza di Alexandros Tzorvas al Palermo. Nelle 6 stagioni con i biancoverdi totalizza, tra campionato e coppe, 70 presenze, subendo 61 reti.

#### Udinese e prestito al Watford
Il 24 luglio 2013 si trasferisce ufficialmente all'Udinese, sulla base di € 180 000; contestualmente, viene ceduto in prestito per una stagione al Granada. Debutta nella Liga spagnola il 4 gennaio 2014 contro l'Almería, gara persa per 3-0. Disputa altre due gare di Coppa del Re contro l'Alcorcón. A fine stagione raccoglie 8 presenze, subendo 15 reti.
La stagione successiva fa ritorno all'Udinese, debuttando il 31 agosto 2014 contro l'Empoli, gara terminata 2-0 per i friulani. Le sue prestazioni convincenti lo fanno diventare prima scelta dei bianconeri, scalzando il titolare della passata stagione, Simone Scuffet. Al termine della stagione, poco brillante per l'Udinese, Karnezis risulta comunque tra i migliori giocatori della rosa.
Il 31 agosto 2017 va in prestito secco al Watford (club gestito da Giampaolo Pozzo, proprietario dell'Udinese), in Premier League, a causa della perdita del ruolo da portiere titolare in favore del compagno di squadra Simone Scuffet. Nel club inglese si ritrova come secondo portiere, vice di Heurelho Gomes. Esordisce nella massima serie inglese nella gara persa 3-2 contro l'Everton.

#### Napoli
Il 5 luglio 2018 si trasferisce per 2,5 milioni di euro al Napoli. Il 18 agosto successivo esordisce da titolare nella prima partita del campionato, in trasferta contro la Lazio, gara vinta dai partenopei per 2-1. Visto l'infortuno di Alex Meret, Karnezīs si alterna con Ospina giocando alcune partite di Serie A da titolare: contro la Fiorentina alla quarta giornata, contro il Parma alla sesta giornata, contro l'Udinese (la sua ex squadra) alla nona giornata, contro l'Empoli all’undicesima giornata e contro il Chievo alla tredicesima giornata. Con il ritorno del titolare Meret dall'infortunio, il calciatore greco retrocede definitivamente a terzo portiere. Nel mese di maggio, visto l'abbandono della città partenopea di Ospina per via di vari problemi familiari, Karnezīs gioca da titolare le ultime due giornate di campionato, scendendo contro Inter, partita vinta per 4-1 dai partenopei (subirà il gol di Mauro Icardi su calcio di rigore), e contro il Bologna, partita persa per 3-2 dagli azzurri. Con la società partenopea disputa in totale 9 partite in stagione, con 7 reti subite.
L'anno dopo non ha giocato nessuna partita con i partenopei, vincendo comunque la Coppa Italia.

#### Lille
Il 4 settembre 2020 viene ufficializzato il trasferimento a titolo definitivo al Lille per 5,13 milioni di euro Dopo due stagioni, con 1 sola presenza in prima squadra e 3 apparizioni nella formazione B, il 30 maggio 2022 rescinde il contratto con la squadra francese. Il 24 giugno 2022 comunica che a fine stagione si ritirerà dal calcio giocato.

### Nazionale
Esordisce in nazionale il 29 febbraio 2012, durante la gestione del commissario tecnico Fernando Santos, in un'amichevole contro il Belgio. Non convocato per l'Europeo 2012, prende parte da titolare al Mondiale 2014 in Brasile.
A causa della sconfitta per 4-1 nella gara d'andata dei play-off per il Mondiale di Russia (gara disputata dallo stesso Karnezis), la nazionale greca non riesce a qualificarsi per la fase finale del torneo.

## Statistiche

### Presenze e reti nei club
Statistiche aggiornate al 30 maggio 2022.
| Stagione             | Squadra              | Campionato           | Campionato | Campionato | Coppe nazionali | Coppe nazionali | Coppe nazionali | Coppe continentali | Coppe continentali | Coppe continentali | Altre coppe | Altre coppe | Altre coppe | Totale | Totale |
| Stagione             | Squadra              | Comp                 | Pres       | Reti       | Comp            | Pres            | Reti            | Comp               | Pres               | Reti               | Comp        | Pres        | Reti        | Pres   | Reti   |
| -------------------- | -------------------- | -------------------- | ---------- | ---------- | --------------- | --------------- | --------------- | ------------------ | ------------------ | ------------------ | ----------- | ----------- | ----------- | ------ | ------ |
| 2007-2008            | Panathinaikos        | SL                   | 0+1        | -1         | CG              | 0               | 0               | CU                 | 0                  | 0                  | -           | -           | -           | 1      | -1     |
| 2008-2009            | Panathinaikos        | SL                   | 0          | 0          | CG              | 0               | 0               | UCL                | 0                  | 0                  | -           | -           | -           | 0      | 0      |
| 2009-2010            | Panathinaikos        | SL                   | 1          | 0          | CG              | 1               | 0               | UCL+UEL            | 0                  | 0                  | -           | -           | -           | 2      | 0      |
| 2010-2011            | Panathinaikos        | SL                   | 0          | 0          | CG              | 4               | -6              | UCL                | 0                  | 0                  | -           | -           | -           | 4      | -6     |
| 2011-2012            | Panathinaikos        | SL                   | 16+6       | -8 + -4    | CG              | 2               | 0               | UCL+UEL            | 0                  | 0                  | -           | -           | -           | 24     | -12    |
| 2012-2013            | Panathinaikos        | SL                   | 29         | -28        | CG              | 1               | -1              | UCL+UEL            | 4+6                | -2 + -11           | -           | -           | -           | 40     | -42    |
| Totale Panathinaikos | Totale Panathinaikos | Totale Panathinaikos | 46+7       | -36 + -5   |                 | 8               | -7              |                    | 10                 | -13                |             | -           | -           | 71     | -61    |
| 2013-2014            | Granada              | PD                   | 6          | -13        | CR              | 2               | -2              | -                  | -                  | -                  | -           | -           | -           | 8      | -15    |
| 2014-2015            | Udinese              | A                    | 37         | -51        | CI              | 0               | 0               | -                  | -                  | -                  | -           | -           | -           | 37     | -51    |
| 2015-2016            | Udinese              | A                    | 38         | -60        | CI              | 1               | -1              | -                  | -                  | -                  | -           | -           | -           | 39     | -61    |
| 2016-2017            | Udinese              | A                    | 33         | -45        | CI              | 1               | -3              | -                  | -                  | -                  | -           | -           | -           | 34     | -48    |
| Totale Udinese       | Totale Udinese       | Totale Udinese       | 108        | -156       |                 | 2               | -4              |                    | -                  | -                  |             | -           | -           | 110    | -160   |
| 2017-2018            | Watford              | PL                   | 15         | -24        | FACup+CdL       | 1+0             | -1              | -                  | -                  | -                  | -           | -           | -           | 16     | -25    |
| 2018-2019            | Napoli               | A                    | 9          | -7         | CI              | 0               | 0               | UCL+UEL            | 0+0                | 0                  | -           | -           | -           | 9      | -7     |
| 2019-2020            | Napoli               | A                    | 0          | 0          | CI              | 0               | 0               | UCL                | 0                  | 0                  | -           | -           | -           | 0      | 0      |
| Totale Napoli        | Totale Napoli        | Totale Napoli        | 9          | -7         |                 | 0               | 0               |                    | 0                  | 0                  |             | -           | -           | 9      | -7     |
| 2020-2021            | Lilla                | L1                   | 0          | 0          | CF              | 1               | -1              | UEL                | 0                  | 0                  | -           | -           | -           | 1      | -1     |
| 2021-2022            | Lilla                | L1                   | 0          | 0          | CF              | 0               | 0               | UCL                | 0                  | 0                  | SC          | 0           | 0           | 0      | 0      |
| Totale Lilla         | Totale Lilla         | Totale Lilla         | 0          | 0          |                 | 1               | -1              |                    | 0                  | 0                  |             | -           | -           | 1      | -1     |
| 2021-2022            | Lilla 2              | CFA 2                | 3          | -1         | CF              | 0               | -0              | -                  | -                  | -                  | -           | -           | -           | 3      | -1     |
| Totale Lilla 2       | Totale Lilla 2       | Totale Lilla 2       | 3          | -1         |                 | 0               | 0               |                    | 0                  | 0                  |             | -           | -           | 3      | -1     |
| Totale carriera      | Totale carriera      | Totale carriera      | 194        | -242       |                 | 14              | -15             |                    | 10                 | -13                |             | -           | -           | 218    | -270   |

### Cronologia presenze e reti in nazionale
| Cronologia completa delle presenze e delle reti in nazionale ― Grecia | Cronologia completa delle presenze e delle reti in nazionale ― Grecia | Cronologia completa delle presenze e delle reti in nazionale ― Grecia | Cronologia completa delle presenze e delle reti in nazionale ― Grecia | Cronologia completa delle presenze e delle reti in nazionale ― Grecia | Cronologia completa delle presenze e delle reti in nazionale ― Grecia | Cronologia completa delle presenze e delle reti in nazionale ― Grecia | Cronologia completa delle presenze e delle reti in nazionale ― Grecia |
| Data                                                                  | Città                                                                 | In casa                                                               | Risultato                                                             | Ospiti                                                                | Competizione                                                          | Reti                                                                  | Note                                                                  |
| --------------------------------------------------------------------- | --------------------------------------------------------------------- | --------------------------------------------------------------------- | --------------------------------------------------------------------- | --------------------------------------------------------------------- | --------------------------------------------------------------------- | --------------------------------------------------------------------- | --------------------------------------------------------------------- |
| 29-2-2012                                                             | Iraklio                                                               | Grecia                                                                | 1 – 1                                                                 | Belgio                                                                | Amichevole                                                            | -1                                                                    |                                                                       |
| 15-8-2012                                                             | Oslo                                                                  | Norvegia                                                              | 2 – 3                                                                 | Grecia                                                                | Amichevole                                                            | -2                                                                    |                                                                       |
| 9-9-2012                                                              | Riga                                                                  | Lettonia                                                              | 1 – 2                                                                 | Grecia                                                                | Qual. Mondiali 2014                                                   | -1                                                                    |                                                                       |
| 11-9-2012                                                             | Il Pireo                                                              | Grecia                                                                | 2 – 0                                                                 | Lituania                                                              | Qual. Mondiali 2014                                                   | -                                                                     |                                                                       |
| 12-10-2012                                                            | Il Pireo                                                              | Grecia                                                                | 0 – 0                                                                 | Bosnia ed Erzegovina                                                  | Qual. Mondiali 2014                                                   | -                                                                     |                                                                       |
| 16-10-2012                                                            | Glasgow                                                               | Slovacchia                                                            | 0 – 1                                                                 | Grecia                                                                | Qual. Mondiali 2014                                                   | -                                                                     | 92’                                                                   |
| 14-11-2012                                                            | Dublino                                                               | Irlanda                                                               | 0 – 1                                                                 | Grecia                                                                | Amichevole                                                            | -                                                                     |                                                                       |
| 6-2-2013                                                              | Il Pireo                                                              | Grecia                                                                | 0 – 0                                                                 | Svizzera                                                              | Amichevole                                                            | -                                                                     |                                                                       |
| 22-3-2013                                                             | Zenica                                                                | Bosnia ed Erzegovina                                                  | 3 – 1                                                                 | Grecia                                                                | Qual. Mondiali 2014                                                   | -3                                                                    |                                                                       |
| 7-6-2013                                                              | Vilnius                                                               | Lituania                                                              | 0 – 1                                                                 | Grecia                                                                | Qual. Mondiali 2014                                                   | -                                                                     |                                                                       |
| 14-8-2013                                                             | Wals-Siezenheim                                                       | Austria                                                               | 0 – 2                                                                 | Grecia                                                                | Amichevole                                                            | -                                                                     |                                                                       |
| 6-9-2013                                                              | Vaduz                                                                 | Liechtenstein                                                         | 0 – 1                                                                 | Grecia                                                                | Qual. Mondiali 2014                                                   | -                                                                     |                                                                       |
| 10-9-2013                                                             | Il Pireo                                                              | Grecia                                                                | 1 – 0                                                                 | Lettonia                                                              | Qual. Mondiali 2014                                                   | -                                                                     |                                                                       |
| 11-10-2013                                                            | Il Pireo                                                              | Grecia                                                                | 1 – 0                                                                 | Slovacchia                                                            | Qual. Mondiali 2014                                                   | -                                                                     |                                                                       |
| 15-10-2013                                                            | Il Pireo                                                              | Grecia                                                                | 2 – 0                                                                 | Liechtenstein                                                         | Qual. Mondiali 2014                                                   | -                                                                     |                                                                       |
| 15-11-2013                                                            | Il Pireo                                                              | Grecia                                                                | 3 – 1                                                                 | Romania                                                               | Qual. Mondiali 2014                                                   | -1                                                                    |                                                                       |
| 19-11-2013                                                            | Bucarest                                                              | Romania                                                               | 1 – 1                                                                 | Grecia                                                                | Qual. Mondiali 2014                                                   | -1                                                                    |                                                                       |
| 31-5-2014                                                             | Oeiras                                                                | Portogallo                                                            | 0 – 0                                                                 | Grecia                                                                | Amichevole                                                            | -                                                                     |                                                                       |
| 6-6-2014                                                              | Harrison                                                              | Bolivia                                                               | 1 – 2                                                                 | Grecia                                                                | Amichevole                                                            | -1                                                                    |                                                                       |
| 14-6-2014                                                             | Belo Horizonte                                                        | Colombia                                                              | 3 – 0                                                                 | Grecia                                                                | Mondiali 2014 - 1º turno                                              | -3                                                                    |                                                                       |
| 19-6-2014                                                             | Natal                                                                 | Giappone                                                              | 0 – 0                                                                 | Grecia                                                                | Mondiali 2014 - 1º turno                                              | -                                                                     |                                                                       |
| 24-6-2014                                                             | Fortaleza                                                             | Costa d'Avorio                                                        | 1 – 2                                                                 | Grecia                                                                | Mondiali 2014 - 1º turno                                              | -                                                                     | 24’                                                                   |
| 29-6-2014                                                             | Recife                                                                | Costa Rica                                                            | 1 – 1 dts (5 – 3 dtr)                                                 | Grecia                                                                | Mondiali 2014 - Ottavi di finale                                      | -1                                                                    |                                                                       |
| 7-9-2014                                                              | Atene                                                                 | Grecia                                                                | 0 – 1                                                                 | Romania                                                               | Qual. Euro 2016                                                       | -1                                                                    |                                                                       |
| 11-10-2014                                                            | Helsinki                                                              | Finlandia                                                             | 1 – 1                                                                 | Grecia                                                                | Qual. Euro 2016                                                       | -1                                                                    |                                                                       |
| 14-10-2014                                                            | Atene                                                                 | Grecia                                                                | 0 – 2                                                                 | Irlanda del Nord                                                      | Qual. Euro 2016                                                       | -2                                                                    |                                                                       |
| 14-11-2014                                                            | Atene                                                                 | Grecia                                                                | 0 – 1                                                                 | Fær Øer                                                               | Qual. Euro 2016                                                       | -1                                                                    |                                                                       |
| 29-3-2015                                                             | Budapest                                                              | Ungheria                                                              | 0 – 0                                                                 | Grecia                                                                | Qual. Euro 2016                                                       | -                                                                     |                                                                       |
| 13-6-2015                                                             | Tórshavn                                                              | Fær Øer                                                               | 2 – 1                                                                 | Grecia                                                                | Qual. Euro 2016                                                       | -2                                                                    |                                                                       |
| 4-9-2015                                                              | Il Pireo                                                              | Grecia                                                                | 0 – 1                                                                 | Finlandia                                                             | Qual. Euro 2016                                                       | -1                                                                    |                                                                       |
| 7-9-2015                                                              | Bucarest                                                              | Romania                                                               | 0 – 0                                                                 | Grecia                                                                | Qual. Euro 2016                                                       | -                                                                     |                                                                       |
| 8-10-2015                                                             | Belfast                                                               | Irlanda del Nord                                                      | 3 – 1                                                                 | Grecia                                                                | Qual. Euro 2016                                                       | -3                                                                    |                                                                       |
| 11-10-2015                                                            | Atene                                                                 | Grecia                                                                | 4 – 3                                                                 | Ungheria                                                              | Qual. Euro 2016                                                       | -3                                                                    |                                                                       |
| 17-11-2015                                                            | Istanbul                                                              | Turchia                                                               | 0 – 0                                                                 | Grecia                                                                | Amichevole                                                            | -                                                                     |                                                                       |
| 24-3-2016                                                             | Atene                                                                 | Grecia                                                                | 2 – 1                                                                 | Montenegro                                                            | Amichevole                                                            | -1                                                                    |                                                                       |
| 4-6-2016                                                              | Sydney                                                                | Australia                                                             | 1 – 0                                                                 | Grecia                                                                | Amichevole                                                            | -                                                                     | 16’                                                                   |
| 1-9-2016                                                              | Eindhoven                                                             | Paesi Bassi                                                           | 1 – 2                                                                 | Grecia                                                                | Amichevole                                                            | -1                                                                    | 46’                                                                   |
| 6-9-2016                                                              | Faro                                                                  | Gibilterra                                                            | 1 – 4                                                                 | Grecia                                                                | Qual. Mondiali 2018                                                   | -1                                                                    |                                                                       |
| 7-10-2016                                                             | Atene                                                                 | Grecia                                                                | 2 – 0                                                                 | Cipro                                                                 | Qual. Mondiali 2018                                                   | -                                                                     |                                                                       |
| 10-10-2016                                                            | Tallinn                                                               | Estonia                                                               | 0 – 2                                                                 | Grecia                                                                | Qual. Mondiali 2018                                                   | -                                                                     |                                                                       |
| 13-11-2016                                                            | Atene                                                                 | Grecia                                                                | 1 – 1                                                                 | Bosnia ed Erzegovina                                                  | Qual. Mondiali 2018                                                   | -1                                                                    |                                                                       |
| 9-6-2017                                                              | Zenica                                                                | Bosnia ed Erzegovina                                                  | 0 – 0                                                                 | Grecia                                                                | Qual. Mondiali 2018                                                   | -                                                                     |                                                                       |
| 31-8-2017                                                             | Il Pireo                                                              | Grecia                                                                | 0 – 0                                                                 | Estonia                                                               | Qual. Mondiali 2018                                                   | -                                                                     |                                                                       |
| 3-9-2017                                                              | Il Pireo                                                              | Grecia                                                                | 1 – 2                                                                 | Belgio                                                                | Qual. Mondiali 2018                                                   | -2                                                                    |                                                                       |
| 7-10-2017                                                             | Nicosia                                                               | Cipro                                                                 | 1 – 2                                                                 | Grecia                                                                | Qual. Mondiali 2018                                                   | -1                                                                    |                                                                       |
| 10-10-2017                                                            | Atene                                                                 | Grecia                                                                | 4 – 0                                                                 | Gibilterra                                                            | Qual. Mondiali 2018                                                   | -                                                                     |                                                                       |
| 9-11-2017                                                             | Zagabria                                                              | Croazia                                                               | 4 – 1                                                                 | Grecia                                                                | Qual. Mondiali 2018                                                   | -4                                                                    | 12’                                                                   |
| 12-11-2017                                                            | Atene                                                                 | Grecia                                                                | 0 – 0                                                                 | Croazia                                                               | Qual. Mondiali 2018                                                   | -                                                                     |                                                                       |
| 23-3-2018                                                             | Atene                                                                 | Grecia                                                                | 0 – 1                                                                 | Svizzera                                                              | Amichevole                                                            | -1                                                                    |                                                                       |
| Totale                                                                |                                                                       | Presenze                                                              | 49                                                                    |                                                                       | Reti                                                                  | -40                                                                   |                                                                       |

## Palmarès

### Club

#### Competizioni nazionali
- Campionato greco: 1

Panathinaikos: 2009-2010
- Coppa di Grecia: 1

Panathinaikos: 2009-2010
- Coppa Italia: 1

Napoli: 2019-2020
- Campionato francese: 1

Lilla: 2020-2021

### Individuale
- Portiere dell'anno del campionato greco: 2

2012, 2013